# Monti Tagyndžinskij
I monti Tagyndžinskij (in russo Тагынжинский хребет?; in lingua sacha: Тагындьа сис) sono una catena montuosa della Siberia Orientale che fa parte del sistema montuoso dei monti di Verchojansk. Si trovano nella Sacha (Jacuzia), in Russia.

## Geografia
I Tagyndžinskij si allungano per circa 120 km in direzione nord-ovest/sud-est nella parte sud-occidentale del sistema di Verchojansk, parallelamente a est dei monti Muosučanskij. Il punto più alto della catena è un picco senza nome di 2084 m. Il limite settentrionale è dato dal fiume Djanyška, il limite meridionale è segnato dal Beljanka. Lungo buona parte delle pendici nord-orientali scorre il Ljapiske che poi attraversa la catena nella parte settentrionale; il suo tributario Muosučan scorre per un lungo tratto tra i Tagyndžinskij e i Muosučanskij nella parte meridionale.